# Selwin Calverley
John Selwin Calverley (Leeds, 4 de julio de 1855-Leeds, 30 de diciembre de 1900) fue un deportista británico que compitió en vela en la clase tonelaje. Participó en los Juegos Olímpicos de París 1900, obteniendo una medalla de plata en la clase +20 Ton.

## Palmarés internacional
| Juegos Olímpicos | Juegos Olímpicos | Juegos Olímpicos | Juegos Olímpicos |
| Año              | Lugar            | Medalla          | Clase            |
| ---------------- | ---------------- | ---------------- | ---------------- |
| 1900             | París (Francia)  | Medalla de plata | +20 Ton          |